# Mia Cordes
Mia Cordes, auch Maria Cordes, gebürtig Maria Müller, (* 29. März 1882 in Augsburg; † 16. Februar 1955 in Berlin) war eine deutsche Schauspielerin.

## Leben
Maria Müller gab ihren Bühneneinstand 1898 und blieb den folgenden 14 Jahren ausschließlich dem Theater (zunächst Schmierenbühnen, später auch Berliner Spielstätten wie Victor Barnowskys Kleines Theater und das Künstlertheater) treu.
1912 wechselte sie unter dem Künstlernamen Mia Cordes für einige Jahre zum Film und spielte Haupt- und tragende Nebenrollen unter Regisseuren wie Walter Schmidthässler, Joseph Delmont und Franz Hofer.
Seit den frühen 1920er Jahren weitgehend aus dem Geschäft, betätigte Mia Cordes sich als Mitarbeiterin ihres Mannes, des Schauspielers Bruno Eichgrün sowie als Drehbuchautorin (rund 30 Manuskripte). Ihre letzten Bühnenengagements führten sie 1929/30 auf Tournee nach Südamerika mit Paul Wegener und 1931 an die Seite Lil Dagovers. Zuletzt (über)lebte die Künstlerin mittels Gratifikationen der von Joseph Goebbels gegründeten Stiftung Künstlerdank.

## Filmografie
- 1913: Die Spur im Schnee
- 1913: Das goldene Bett
- 1913: Auf einsamer Insel
- 1913: Ein medizinisches Rätsel
- 1913: Die schwarze Kugel oder Die geheimnisvollen Schwestern
- 1913: Tangozauber
- 1914: Das Liebesbarometer
- 1914: Vampyre der Großstadt
- 1914: Todesrauschen
- 1914: Deutsche Helden
- 1915: Jahreszeiten des Lebens
- 1915: Das Geheimnis einer Nacht
- 1916: Tote Gedanken
- 1916: Nette Pflanzen!
- 1917: Das zweite Ich
- 1917: Seltsame Menschen